# Réserve naturelle de Tangkoko Batuangus
La réserve naturelle de Tangkoko Batuangus, également connue sous le nom de Tangkoko-Batuangus Dua Saudara  est une réserve naturelle située dans le nord de l'île de Sulawesi en Indonésie, à deux heures de route de Manado, la capitale provinciale de Sulawesi du Nord. La réserve couvre une superficie de 8 700 hectares et comprend trois montagnes : le mont Tangkoko (1 109 mètres), le mont Dua Saudara (1 361 mètres) et le mont Batuangus (450 mètres). 

## Faune et flore
Les arbres les plus communs de la forêt pluviale de basse altitude du parc sont des espèces du genre Palaquium, Cananga odorata et Dracontomelon dao. 
La réserve naturelle de Tangkoko Batuangus abrite au moins 127 espèces de mammifères, 233 espèces d'oiseaux et 104 espèces de reptiles et d'amphibiens. Parmi ces espèces, 79 mammifères, 103 espèces d'oiseaux et 29 espèces de reptiles et d'amphibiens sont endémiques à l'île. 
Parmi les mammifères menacés figurent le macaque nègre, dont il reste environ 5 500 sur l'île, le tarsier spectre, le cuscus d'ours, cuscus sulawesi et le cuscus nain de Sulawesi. Les oiseaux comprennent le calao à cimier, le calao des Célèbes et le maléo.

## Conservation et menaces
La première zone de conservation du mont Tongkoko a été créée en 1919. À cela, la région de Duasaudara a été ajoutée en 1978 et les régions de Batuangus et Batuputih en 1981, totalisant 8 718 hectares. Les visites ne sont autorisées que dans la région de Batuputih.  
Plusieurs organisations environnementales indonésiennes et internationales participent à la conservation de la réserve, notamment Sulut Bosami, la Wildlife Conservation Society et Tarantula. 
La destruction de l'habitat et la chasse constituent des menaces sérieuses pour la réserve. À la suite de la chasse, entre 1978 et 1993, le nombre de macaques à crête a diminué de 75%, celui des oiseaux mâles de 90% et celui des cuscus d'ours de 95%.  Une enquête menée dans les trois villages environnants en 2005 a révélé que, bien que les rats soient les espèces les plus fréquemment chassées, les habitants locaux recherchaient toujours des macaques et des cuscus, à la fois pour la viande et pour être vendus sur le marché. 

## Voir également
- Zones protégées d'Indonésie
- CITES